# لزلی جانسون (راننده مسابقه)
لزلی جورج جانسون (انگلیسی: Leslie George Johnson؛ زادهٔ ۲۲ مارس ۱۹۱۲ در والتامستو، لندن، درگذشتهٔ ۸ ژوئن ۱۹۵۹ در فاکسکوت، گلاسترشر) رانندهٔ مسابقات اتومبیل‌رانی اهل بریتانیا بود که در فصل ۱۹۵۰ در مجموع در یک گراند پری از مسابقات جهانی فرمول یک شرکت کرد، اما موفق به کسب هیچ امتیازی نشد.
جانسون در ۸ ژوئن ۱۹۵۹ در فاکسکوت، گلاسترشر درگذشت.